# Миронов, Сергей Андреевич
Сергей Андреевич Миронов (1905—1999) — российский учёный области технологии бетонирования, доктор технических наук, профессор, лауреат Сталинской премии.

## Биография
С 1932 г. работал в ЦНИИ промышленных сооружений, с 1956 г. — зав. лабораторией методов ускоренного твердения бетонов в созданном на базе ЦНИИПС Научно-исследовательском, проектно-конструкторском и технологическом институте бетона и железобетона (НИИЖБ).
Доктор технических наук (1947), профессор, член-корреспондент Академии строительства и архитектуры СССР (1954).
Лауреат Сталинской премии 1949 года — за разработку и внедрение в строительство методов производства бетонных, железобетонных и каменных работ в зимних условиях.
Заслуженный деятель науки и техники РСФСР (22.04.1969). Награждён орденами Октябрьской Революции, «Знак Почёта».
Основал научную школу «Монолитный железобетон» вместе с учениками:
- Крылов, Борис Александрович (1926—2020), д-р техн. наук, проф., Заслуженный деятель науки и техники РФ, академик РААСН, лауреат Премии Совета Министров СССР, лауреат Премии Правительства Российской Федерации в области науки и техники, Почетный строитель РФ, награждён орденом «Знак Почёта»
- Малинина, Лариса Алексеевна (1925—1999), д-р техн. наук, проф., Заслуженный деятель науки и техники РФ, лауреат Премии Совета Министров СССР, награждена орденом «Знак Почёта».

## Сочинения
- Теория и методы зимнего бетонирования. — 3-е изд., перераб. и доп. — Москва : Стройиздат, 1975. — 700 с.
- Температурный фактор в твердении бетона / С. А. Миронов, д-р техн. наук. — Москва : Стройиздат, 1948. — 236 с.
- Бетоны, твердеющие на морозе / С. А. Миронов, А. В. Лагойда. — Москва : Стройиздат, 1975. — 264 с.
- Основы технологии бетона в условиях сухого жаркого климата / С. А. Миронов, Е. Н. Малинский. — М. : Стройиздат, 1985. — 317 с.
- Бетон автоклавного твердения / Проф. С. А. Миронов, инж. Л. А. Малинина. — Москва : Госстройиздат, 1958. — 91 с.
- A téli betonozás elmélete és módszerei / Mironov ; Ford. Budinszky Ferens ; Építésügyi minisztérium műszaki főosztálya. — Budapest : Építőipari könyv és lapkiadó, 1953. — 255 с.
- Ускорение твердения бетона / С. А. Миронов, д-р техн. наук проф., Л. А. Малинина, канд. техн. наук ; Госстрой СССР. НИИ бетона и железобетона. — 2-е изд., испр. и доп. — Москва : Стройиздат, 1964. — 347 с.